# Мелет
Мелет (др.-греч. Μέλητος, V—IV века до н. э.) — гражданин Древних Афин. Известен как непосредственный обвинитель Сократа во время судебного процесса, который завершился вынесением философу смертного приговора.

## Биография
Информация о жизни Мелета крайне скудна. По всей видимости, он был сыном поэта и драматурга Мелета из дема Питф, которого в своих сочинениях несколько раз упомянул Аристофан. Платон, при описании событий суда над Сократом 399 года до н. э., называет Мелета человеком молодым и малоизвестным. Также он приводит внешние данные обвинителя Сократа — курносый с длинными волосами и жидкой бородкой.
Античные источники называют Мелета непосредственным обвинителем Сократа. Инициатором судебного дела был видный афинский политик Анит, который до поры до времени оставался в тени. Второстепенный трагический поэт, по-видимому, задетый насмешками Сократа, Мелет стал непосредственным подателем жалобы. Формулу обвинения дословно, что согласуется с информацией у Платона и Ксенофонта, передаёт Диоген Лаэртский: «Заявление подал и клятву принес Мелет, сын Мелета, из [дема] Питфа, против Сократа, сына Софрониска, из [дема] Алопеки: Сократ повинен в том, что не чтит богов, которых чтит город, а вводит новые божества, и повинен в том, что развращает юношество; а наказание за то — смерть».
На суде после обвинения Мелета с дополнительными речами против Сократа выступили Анит и Ликон. Согласно различным версиям речь для Мелета написал либо Анит, либо софист Поликрат. Второстепенную роль Мелета в процессе подчёркивает Платон в «Апологии Сократа», где Мелет представлен действующим лицом с которым полемизирует Сократ. В произведении обвиняемый философ говорит: «если бы Анит и Ликон не пришли сюда, чтобы обвинять меня, то он был бы принуждён уплатить тысячу драхм как не получивший пятой части голосов». По афинскому законодательству гражданин, чьё обвинение набирало менее пятой части от общего количества голосов судей, подлежал штрафу. Также ему запрещалось впредь подавать судебные иски.
Сократ в судебной речи, согласно изложению Платона, так охарактеризовал своего непосредственного обвинителя: «человек этот большой наглец и озорник и что он подал на меня эту жалобу просто по наглости и озорству да еще по молодости лет».
По сути Анит с Мелетом выиграли процесс. Сократ был приговорен к смерти. О дальнейшей судьбе обвинителей сообщают Диодор Сицилийский и Диоген Лаэртский. По версии Диодора, афиняне раскаялись и предали их без суда смертной казни. По версии Диогена, за учителя отомстил Антисфен. Через несколько дней после смерти Сократа он встретил прибывших издалека юношей, которые хотели пообщаться со знаменитым философом. Антисфен не только отвёл их к Аниту, но и с издёвкой заявил, что тот превзошёл Сократа как в уме, так и в добродетели. Этим он добился возмущения присутствующих, которое и привело к осуждению Мелета, Анита и других причастных к осуждению Сократа лиц.
Мелета, обвинителя Сократа, могут отождествлять с двумя тёзками — драматургом-отцом и упомянутым в речах Андокида и Лисия сторонником Тридцати тиранов. Так, к примеру, академик В. С. Нерсесянц вменяет в вину Мелету, обвинителю Сократа, преследование неугодных режиму Тридцати тиранов лиц. Эту историю, без указания имени Мелета, приводит Сократ в судебной речи. Во время правления олигархов его, и ещё четырёх афинян, вызвали в Толос, где заседали члены правительства, и приказали отправиться на Саламин, чтобы арестовать некоего Леон(т)а. Сократ, понимая все риски, ослушался олигархов и пошёл домой, так как это действие противоречило его внутренним убеждениям. Андокид называет арестовавшего Леона афинянина Мелетом. Также Андокид упоминает Мелета в числе подозреваемых в процессе гермокопидов (415 год до н. э.). Ксенофонт называет Мелета послом от афинских олигархов в Спарту Профессор Д. Нейлз в своей монографии подчёркивает, что упомянутый у Андокида Мелет не может быть обвинителем Сократа. К нему никак не подходят характеристики «молодой и малоизвестный». Анит был одним из предводителей демократической партии, в то время как, арестовавший Леонта, Мелет явно симпатизировал олигархам.

## В культуре
Мелета также изображали в связанных с Сократом исторических произведениях и фильмах. В фильме «Сократ» 1971 года роль Мелета исполнил актёр Эмилио Мигель Эрнандес, фильме «Сократ» 1991 года — Г. Б. Воробьёв.